# HD131910
HD131910 — хімічно пекулярна зоря спектрального класу
F4 й має видиму зоряну величину в смузі V приблизно  9,7.

## Пекулярний хімічний склад
Зоряна атмосфера HD131910 має підвищений вміст 
Eu
.